# Barbara Ciszewska-Andrzejewska
Barbara Ciszewska-Andrzejewska (5 giugno 1974) è una schermitrice polacca, specializzata nella spada.

## Biografia
Nei campionati europei di scherma ha conquistato una medaglia di bronzo nella gara di spada a squadre a Copenaghen nel 2004.

## Palmarès
In carriera ha conseguito i seguenti risultati:
- Europei di scherma

Plovdiv 1998: argento nella spada individuale e bronzo a squadre.
Copenaghen 2004: bronzo nella spada a squadre.